# Bark Psychosis
Bark Psychosis is een Engelse band en muziekproject uit Oost-Londen, geformeerd in 1986. Ze worden gezien als een van de grondleggers van het post-rock-genre.
Oorspronkelijk bestond de groep uit Graham Sutton, Daniel Gish, John Ling en Mark Simnett. Deze line-up (met bijdragen van andere artiesten) brachten in 1994 het album Hex uit. Het was het eerste album dat als "post-rock" beschreven werd.
Sutton bleef deel uitmaken van de groep. Later waren Lee Harris (drummer van Talk Talk) en Colin Bradley (Dual) gastmuzikanten.

## Discografie

### Albums
- Hex (1994)
- ///Codename: Dustsucker (2004)

### Ep's en singles
- Clawhammer (1988)
- All Different Things (1989)
- Nothing Feels (1990)
- Manman (1991)
- Scum (1992)
- Hexcerpts (1993) (promo)
- A Street Scene (1994)
- Blue EP (1994)
- The Black Meat (2004)
- 400 Winters EP (2005)